# ヨハネス・エッゲシュタイン
ヨハネス・エッゲシュタイン(Johannes Eggestein，1998年5月8日 - )は、ドイツ・ハノーファー出身のサッカー選手。ポジションはFW。FCザンクトパウリ所属。サッカー選手のマクシミリアン・エッゲシュタインは実兄。

## 経歴
2016年6月2日に、ブレーメンと2019年までの契約を締結した。同年8月22日のDFBポカール1回戦シュポルトフロインデ・ロッテ戦で後半17分にレンナルト・ティーと交代し、トップチームデビュー。
2017年11月より、監督のフロリアン・コーフェルトの意向により、リザーブに送致された。
2020年、laskリンツへレンタル移籍した。
2021年8月5日、ロイヤル・アントワープFCと3年契約を結んだ。
2022年6月21日、FCザンクトパウリに移籍した。